# Mołodycz
Mołodycz (ukr. Молодич), w latach 1977–1981 Młodzice – wieś w Polsce położona w województwie podkarpackim, w powiecie jarosławskim, w gminie Wiązownica.
Prywatna wieś szlachecka, położona w województwie ruskim, w 1739 roku należała wraz z folwarkiem do klucza Jarosław Lubomirskich. W latach 1975–1998 miejscowość administracyjnie należała do województwa przemyskiego.

## Części wsi
| SIMC    | Nazwa          | Rodzaj     |
| ------- | -------------- | ---------- |
| 0612430 | Grobla         | część wsi  |
| 0612447 | Hojsaki        | część wsi  |
| 0612499 | Karczmarze     | przysiółek |
| 0612507 | Kopań          | przysiółek |
| 0612453 | Kopina         | część wsi  |
| 0612460 | Kościelne      | część wsi  |
| 0612513 | Wola Mołodycka | przysiółek |
| 0612476 | Zagrobelne     | część wsi  |
| 0612520 | Zastawne       | przysiółek |

Do 1945 roku we wsi istniały przysiółki: Chrapy, Piskorze, Zaobodna, Starzyna, Adamce, Warcaby.

## Historia
Wieś Młodycze została założona na nowym miejscu w 1584 roku z inicjatywy Jana Kostki. Od 1753 roku właścicielami wsi byli Czartoryscy.
Wieś wzmiankowana w 1628 roku jako Wola Mołodica, która posiadała 3 łanów kmiecych. W 1651 roku wieś była wzmiankowana jako Wola Mołodycza. W 1658 roku wieś była wzmiankowana jako Wola Mołodicza. W 1674 roku wieś była wzmiankowana jako Wolka seu Mołodycz ad Jarosław i posiadała 33 domy (w tym 11 domów w folwarku zarządzanym przez Węgłowskiego i Srząszeckiego, oraz 22 domy wiejskie)
W 1897 wybrano zwierzchność gminną, której naczelnikiem został Miśko Bochno, a w 263 domach było 1561 mieszkańców.
W 1915 roku na tym terenie trwały walki rosyjsko-austriackie, a wieś została w większości zniszczona. Wiosną 1945 roku trwały walki polsko-ukraińskie, podczas których wieś została ponownie w większości spalona, z 307 gospodarstw ocalało tylko 84. Spalony został kościół i zniszczono szkołę.
W 1921 roku w Mołodyczu było 347 domów. W 1939 roku w Mołodyczu było 2050 mieszkańców (w tym 1210 Ukraińców, 825 Polaków i 15 Żydów). W 1945 roku na Ukrainę wysiedlono 152 osoby z 41 domów.
W II Rzeczypospolitej wieś w powiecie jarosławskim województwa lwowskiego. W latach 1944–1946 nacjonaliści ukraińscy z OUN-UPA zamordowali tutaj 37 Polaków. 15 kwietnia 1946 r. w zasadzce zorganizowanej przez UPA zginęło 10 żołnierzy Wojska Polskiego. 2 dalszych zginęło w następnych miesiącach.

## Kościół
Cerkiew w Mołodyczu pw. Narodzenia Najświętszej Marii Panny została zbudowana w 1716 roku z fundacji Adama Mikołaja Sieniawskiego.
W latach 1873–1875 wikariuszem w Mołodyczu był Konstantyn Czechowicz (późniejszy Eparcha Przemyski).
22 października 1912 roku w Mołodyczu-Grobli została poświęcona ochronka ufundowana przez Czartoryskich. 8 listopada 1913 roku poświęcono kaplicę przy ochronce, która była obsługiwana przez duchownych z Radawy.
W latach 1915–1921 w ochronce mieszkali proboszczowie po spaleniu się kościoła w Radawie. W latach 1922–1925 obok ochronki zbudowano drewniany kościół pw. Najświętszego Serca Pana Jezusa. W latach 1922–1923 ochronkę jako expozyturę obsługiwali proboszczowie: ks. Józef Czerkies z Zapałowa i ks. Henryk Domino z Radawy. 10 czerwca 1926 roku kościół został poświęcony przez bpa Anatola Nowaka.
13 kwietnia 1945 roku podczas walk polsko-ukraińskich spalony został kościół. Po wojnie parafianie od władz polskich, w zamian za były kościół, otrzymali opuszczoną cerkiew w Mołodyczu–Kupinie. W 1963 roku udaremniona została budowa nowego kościoła. W 1972 roku wyremontowany kościół został poświęcony przez bpa Ignacego Tokarczuka.

## Oświata
Początki szkolnictwa parafialnego są datowane na początek XIX wieku, gdy już na jakiś czas przed 1830 rokiem przy miejscowej cerkwi powstała szkoła parafialna.
W 1868 roku powstała szkoła trywialna. 19 lipca 1875 roku reskryptem Rady Szkolnej Krajowej szkoła stała się publiczna. W 1875 roku szkoła nie była uznana za etatową, a od 1876 szkoła była 1-klasowa. Szkoły wiejskie były tylko męskie, a od 1890 roku stały się mieszane (koedukacyjne). W 1911 roku utworzono szkołę exsponowaną Grobla ad Mołodycz.

## Osoby związane z miejscowością
- Piotr Ożański – nowohucki przodownik pracy

## Sport
W Mołodyczu działa klub sportowy LKS Mołodycz, założony w 1994 roku, który w sezonie 2019/2020 grał w B-klasie, grupy Jarosław II.